# Erginus apicinus
Erginus apicinus är en snäckart som först beskrevs av Dall 1879.  Erginus apicinus ingår i släktet Erginus och familjen Lottiidae. Inga underarter finns listade i Catalogue of Life.